# Oreoderus ahrensi
Oreoderus ahrensi är en skalbaggsart som beskrevs av Ricchiardi 2000. Oreoderus ahrensi ingår i släktet Oreoderus och familjen Cetoniidae. Inga underarter finns listade i Catalogue of Life.